# Jarosław Kossakowski
Jarosław Michał Kossakowski (20 lipca 1842 – 11 grudnia 1889 w Rydze), uczestnik powstania styczniowego, adiutant Zygmunta Sierakowskiego, zesłaniec.

## Życiorys
Był synem Ludwika i Urszuli z Dyrmontów. W 17. roku życia ukończył Instytut Szlachecki w Wilnie, następnie przez dwa lata studiował nauki prawne w Moskwie, gdzie zaangażował się w działalność polskich kół konspiracyjnych. W 1860 wyjechał do Paryża, gdzie zapoznał się ze środowiskiem Ludwika Mierosławskiego.
Brał aktywny udział w powstaniu styczniowym. Początkowo był cyrkułowym w organizacji miejskiej w Wilnie, 4 kwietnia 1863 wstąpił do oddziału Zygmunta Sierakowskiego. Wraz z rannym Sierakowskim dostał się do niewoli 10 maja 1863 w dworze w Skrobiszkach; pozostał przy dowódcy mimo rozkazu ucieczki. Został skazany na karę śmierci, karę złagodzono do 8 lat katorgi po intensywnych staraniach rodziny (sięgających nawet pruskiego dworu królewskiego).
Lata 1863-1871 spędził na zesłaniu. Początkowo przebywał w Piotrowsku, następnie kolejno w Siewakowie, Permie i Tambowie. W 1871 powrócił do Warszawy, wkrótce osiadł w majątku rodzinnym Marciniszki i zyskał opinię dobrego i nowoczesnego gospodarza. Nie przeżył operacji amputacji nogi.